# Juegos Asiáticos de 2014
Los XVII Juegos Asiáticos fueron un evento multideportivo internacional, celebrado en la ciudad de Incheon, Corea del Sur, entre  el 19 de septiembre y el 4 de octubre de 2014, bajo la denominación Incheon 2014.

Incheon obtuvo el derecho a ser la sede el 17 de abril de 2007, al derrotar a Nueva Delhi, India. De esta manera, Corea del Sur es por tercera vez sede de los Juegos Asiáticos después de Seúl en 1986 y Busan 2002.

## Proceso de candidatura
Dos ciudades se postularon para ser sede de los Juegos. El 2 de diciembre de 2006, Nueva Delhi (India) e Incheon (Corea del Sur) presentaron sus candidaturas en Doha, Catar.

### Elección de la ciudad sede
La votación se realizó el 17 de abril de 2007 en el Hotel Marriott en la Ciudad de Kuwait, Kuwait, durante la asamblea general del Consejo Olímpico de Asia. Los 45 miembros realizaron una votación secreta posteriormente se anunció que Incheon ganó los derechos de ciudad sede. A pesar de que los resultados de la votación no fueron publicados se conoció que el triunfo fue por 32-13.
| Resultados de las votaciones | Resultados de las votaciones | Resultados de las votaciones |
| ---------------------------- | ---------------------------- | ---------------------------- |
| Ciudad                       | País                         | Votos                        |
| Incheon                      | Corea del Sur                | 32                           |
| Nueva Delhi                  | India                        | 13                           |

La opinión generalizada fue que existió falta de entusiasmo de Nueva Delhi en acoger el evento y por ello fue la pérdida de la sede. Referente a ello se expresó el ministro del Deporte indio, Mani Shankar Aiyar, anunciando su contra de la postulación de la ciudad para ser sede y argumentando la necesidad del gobierno de asignar más fondos a infraestructuras para los pobres en vez de organizar un evento deportivo. El presidente de la Asociación Olímpica India (IOA) reveló que las observaciones del Ministro contra la sede de los Juegos, fue la razón principal de la pérdida de la candidatura.

## Participantes

### Naciones participantes
Participaron 45 países miembros del Consejo Olímpico de Asia.
| Lista de naciones participantes (cantidad de deportistas) | Lista de naciones participantes (cantidad de deportistas) | Lista de naciones participantes (cantidad de deportistas) | Lista de naciones participantes (cantidad de deportistas) |
| --- | --- | --- | --------------------------------------------------------- |
| - Afganistán (AFG) (69) - Arabia Saudita (KSA) (202) - Bangladés (BAN) (136) - Baréin (BRN) (69) - Birmania (MYA) (64) - Bután (BHU) (16) - Brunéi (BRU) (11) - Camboya (CAM) (20) - Catar (QAT) (251) - República Popular China (CHN) (894) - China Taipéi (TPE) (420) - Corea del Norte (PRK) (150) - Corea del Sur (KOR) (833) (sede) - Emiratos Árabes Unidos (UAE) (85) - Filipinas (PHI) (150) | - Hong Kong (HKG) (476) - India (IND) (515) - Indonesia (INA) (186) - Irak (IRQ) (63) - Irán (IRI) (282) - Japón (JPN) (718) - Jordania (JOR) (97) - Kazajistán (KAZ) (415) - Kirguistán (KGZ) (117) - Kuwait (KUW) (258) - Laos (LAO) (102) - Líbano (LIB) (41) - Macao (MAC) (135) - Malasia (MAS) (277) - Maldivas (MDV) (142) | - Mongolia (MGL) (234) - Nepal (NEP) (204) - Omán (OMA) (93) - Pakistán (PAK) (188) - Palestina (PLE) (56) - Singapur (SIN) (230) - Siria (SYR) (30) - Sri Lanka (SRI) (80) - Tailandia (THA) (518) - Tayikistán (TJK) (92) - Timor Oriental (TLS) (33) - Turkmenistán (TKM) (80) - Uzbekistán (UZB) (291) - Vietnam (VIE) (196) - Yemen (YEM) (34) |                                                           |

Discipline=ALLlang=en |sitioweb=Incheon2014ag.org |idioma=inglés |urlarchivo=https://web.archive.org/web/20140917113627/http://www.incheon2014ag.org/Sports/Biographies/Athletes_Search/?AthleteName=

### Deportes
Aunque los organizadores programaban la realización de 38 deportes en los Juegos, estos serán reducidos a 35. Durante la 28va Asamblea general del Consejo Olímpico de Asia (OCA) en Singapur en julio de 2009, se decidió que el número de deportes se recortaría a 35. De estos, 28 deportes sería olímpicos y 7 no olímpicos.
- Fútbol (Resultados)
- Lucha (Resultados)

## Símbolos

### Lema
El 16 de septiembre de 2010, se dio a conocer que el eslogan oficial de los Juegos será "La diversidad brilla aquí"
(en inglés, "Diversity Shines Here"). Este representa la maravillosa diversidad de Asia en su historia, culturas y religiones.

### Mascota
Las mascotas de los Juegos, se dieron a conocer el 4 de noviembre de 2010. Estas se representan por tres hermanas Pinnípedos (mamíferos), conocidos como "Barame", "Chumuro" y "Vichuon" que significa viento, danza y luz en idioma coreano. El prototipo se tomó de las islas Baengnyeong (37°58′0″N 124°39′0″E / 37.96667, 124.65000). Según los organizadores, la mascota fue elegida como símbolo, de la futura paz entre Corea del Sur y Corea del Norte.

### Logotipo
El emblema oficial también se dio a conocer el 4 de noviembre de 2010. Este representado por un ala enorme que consiste en una serie de "A", la primera letra de Asia, con un brillante Sol su parte superior izquierda, que simboliza al pueblo de Asia de la mano con el cielo.

## Medallero
Resultados finales:
| Núm. | País            | Oro | Plata | Bronce | Total |
| ---- | --------------- | --- | ----- | ------ | ----- |
| 1    | China           | 151 | 108   | 83     | 342   |
| 2    | Corea del Sur   | 79  | 71    | 84     | 234   |
| 3    | Japón           | 47  | 76    | 77     | 200   |
| 4    | Kazajistán      | 28  | 23    | 33     | 84    |
| 5    | Irán            | 21  | 18    | 18     | 57    |
| 6    | Tailandia       | 12  | 7     | 28     | 47    |
| 7    | Corea del Norte | 11  | 11    | 14     | 36    |
| 8    | India           | 11  | 9     | 37     | 57    |
| 9    | China Taipéi    | 10  | 18    | 23     | 51    |
| 10   | Catar           | 10  | 0     | 4      | 14    |
| 11   | Uzbekistán      | 9   | 14    | 21     | 44    |
| 12   | Baréin          | 9   | 6     | 4      | 19    |
| 13   | Hong Kong       | 6   | 12    | 24     | 42    |
| 14   | Malasia         | 5   | 14    | 14     | 33    |
| 15   | Singapur        | 5   | 6     | 13     | 24    |
| 16   | Mongolia        | 5   | 4     | 12     | 21    |
| 17   | India           | 4   | 5     | 11     | 20    |
| 18   | Kuwait          | 3   | 5     | 4      | 12    |
| 19   | Arabia Saudita  | 3   | 3     | 1      | 7     |
| 20   | Birmania        | 2   | 1     | 1      | 4     |

## Controversias
En septiembre de 2014, la selección femenina de baloncesto de Catar se vio afectada por la prohibición del código de vestimenta femenina islámica de la FIBA, conocida como hiyab. Funcionarios de Catar sostuvieron que la decisión era «insultante e irrespetuosa hacia las creencias religiosas», además de carente de fundamento teniendo en cuenta que el uso del hiyab está permitido en los deportes de combate. Una jugadora dijo que habían asegurado que podían llevar el hiyab antes de viajar a los Juegos.